# 張耕淯
張耕淯（1995年10月16日—）為臺灣男子籃球運動員，場上位置為前鋒，現效力於台灣職業籃球大聯盟臺北台新戰神。張耕淯畢業於崑山高中，大學進入國立臺灣體育運動大學，106學年度大專籃球聯賽以場均20.2分抱走得分王頭銜，2018年7月參加超級籃球聯賽新人選秀會卻落選，之後跟隨臺北達欣工程練球三個月，但未獲得合約，2018年9月轉往寶島夢想家在觀護盃進行測試，後獲得生涯首份職業合約，2020年P. LEAGUE+熱身賽原本還披著夢想家戰袍，但得到桃園領航猿總經理陳信安的青睞以及夢想家的成全，張耕淯始轉隊到領航猿發展，2021年休賽季合約到期後轉戰臺北富邦勇士。
2023年7月14日，臺北台新總經理林祐廷於2023年T1聯盟新人選秀會中表示張耕淯確定加入球隊。
2025年4月16日，張耕淯因左膝後十字韌帶斷裂，2024-25賽季確定報銷。

## 外部連結
- 張耕淯的Instagram帳戶
- 張耕淯在P. LEAGUE+
- 張耕淯在台灣職業籃球大聯盟
- 張耕淯在Eurobasket.com（球員）（英语）
- 張耕淯在Flashscore（英语）